# Diego Rico Salguero
Diego Rico Salguero (23 de febrer de 1993) és un futbolista professional espanyol que juga com a lateral esquerre pel Getafe CF.

## Carrera de club

### Saragossa
Nascut a Burgos, Castella i Lleó, Rico es va graduar al planter del CD Burgos Promesas 2000, on va començar a jugar com a davanter en la variació de futbol set i després de lateral. El juny de 2011 es va incorporar al Reial Saragossa i va ser destinat a la plantilla Juvenil.
Rico va fer el seu debut com a sènior amb el filial, la temporada 2011–12. Va ser principalment suplent en les seves dues temporades amb la plantilla, la segona de les quals va acabar en descens.
L'estiu del 2013, Rico va ascendir a la plantilla principal i va superar ràpidament l'habitual titular Abraham Minero. El 10 de setembre va jugar el seu primer partit com a professional, començant com a titular en una derrota per 1-0 fora de casa contra el Deportivo Alavés a la segona volta de la Copa del Rei. Va aparèixer per primera vegada a la lliga quatre dies després, jugant els 90 minuts complets d'una victòria a casa per 3-0 davant el CD Tenerife a Segona Divisió.
El 19 de novembre de 2013, Rico va signar un contracte de cinc anys per quedar-se a La Romareda. Va marcar el seu primer gol com a professional el mes següent, el primer d'una victòria a casa per 2-1 contra el Córdoba CF.
Rico va acceptar un nou acord professional el 7 de gener de 2016, convertint-se en membre de ple dret del primer equip i se li va assignar el dorsal número 22. Va acabar la campanya amb un gol en 39 partits, contribuint a un vuitè lloc de l'equip.

### Leganés
El 17 d'agost de 2016, Rico es va unir al CD Leganés de la Lliga amb un contracte de quatre anys per una quota d'un milió d'euros. Va debutar a la competició cinc dies després, titular i en una victòria a casa per 1-0 contra l'RC Celta de Vigo.
Rico va marcar el seu primer gol a la màxima categoria espanyola l'11 de setembre de 2016, però en una derrota per 2-1 contra l'Sporting de Gijón. El 7 d'agost següent, va acceptar una pròrroga fins al 2021.

### AFC Bournemouth
El 24 de juliol de 2018, Rico va ser transferit a l'AFC Bournemouth per una quota no revelada i hi va signar un contracte de quatre anys. Va debutar a la Premier League l'1 de setembre, jugant tot el partit en una derrota fora de casa per 0-2 contra el Chelsea. Va lluitar per consolidar regularment la seva posició a l'equip durant la seva primera temporada, fent només 16 aparicions totals en totes les competicions. L'entrenador Eddie Howe va comentar posteriorment que el jugador s'havia enfrontat a alguns obstacles per assentar-se a la lliga, amb la barrera de l'idioma i l'augment de la fisicitat de la competició, essent factors clau en això, tot i que sí que va afegir que "té la qualitat tècnica i té un bon peu esquerre. Té la capacitat de jugar a l'equip".
Rico va gaudir d'un començament molt més positiu a la campanya següent, fent 14 titulars consecutives per a l'equip, començant amb una victòria a casa per 3-1 contra l'Everton. L'octubre de 2019, va ser escollit Jugador del Mes del mes anterior en una enquesta duta a terme pel web del club, jugant cada minut a la lliga i també va oferir dues assistències.
Rico va marcar el seu primer gol el 4 de desembre de 2020, en una victòria per 4-0 sobre el Barnsley FC.

### Reial Societat
El 26 de juliol de 2021, Rico va tornar a Espanya i es va unir a la Reial Societat, amb un contracte de dos anys per una quota no revelada. El 6 de març de 2023, va renovar el seu contracte fins al 2025.

### Getafe
Rico es va traslladar al Getafe CF de primera divisió l'1 de setembre de 2023, cedit per la la temporada. El juliol del 2024 va signar un contracte indefinit per una clàusula de rescissió obligatòria si l'equip evitava el descens.